# Cressida Cowell
Cressida Cowell (Londra, 15 aprile 1966) è una scrittrice britannica, nota principalmente per la sua serie di libri per bambini Le eroiche disavventure di Topicco Terribilis Totanus III (How to Train Your Dragon), da cui è stata tratta una fortunata serie di film, Dragon Trainer. A partire dal 2015, la serie ha venduto più di sette milioni di copie in tutto il mondo.

## Biografia
Da bambina passava spesso le vacanze su un'ignota isola delle Ebridi Interne, dove sviluppò la passione per il disegno e la scrittura. Qui, nacque l'idea per la serie di How to Train Your Dragon.
Ha studiato lingua inglese al Keble College (Oxford) e illustrazione alla Saint Martin's School of Art e all'Università di Brighton.
Cressida Cowell scrive sia romanzi che libri illustrati (di cui in certi casi realizza i disegni lei stessa); la sua prima opera ad essere pubblicata, nel 1999, fu un libro illustrato, Little Bo Peep's Library Book. Con il libro That Rabbit Belongs to Emily Brown, facente parte della serie Emily Brown (scritta da Cowell, e illustrata da Neal Layton), ha vinto il Nestlé Smarties Book Prize nel 2006.

### Vita privata
Ha un fratello e una sorella. Vive a Londra, con il marito e i tre figli.

## Opere
- Little Bo Peep's Library Book (1999)
- Don't Do That Kitty Kilroy
- What Shall We Do with the Boo-Hoo Baby
- There's No Such Thing as a Ghostie!
- Daddy on the moon
- Hiccup the Seasick Viking

Serie Emily Brown
- That Rabbit Belongs to Emily Brown (2006)
- Emily Brown and the Thing
- Emily Brown and the Elephant Emergency
- Cheer Up Your Teddy Bear, Emily Brown!

Serie Le eroiche disavventure di Topicco Terribilis Totanus III (How to Train You Dragon)
- Come addestrare un drago (How to Train Your Dragon, 2003)
- Come diventare un pirata (How to Be a Pirate, 2004)
- Come fuggire con un drago (How to Speak Dragonese, 2005)
- Come sconfiggere la maledizione di un drago (How to Cheat a Dragon's Curse, 2006)
- How to Train Your Viking, by Toothless the Dragon (2006)
- How to Twist a Dragon's Tale (2007)
- A Hero's Guide to Deadly Dragons (2008)
- How to Ride a Dragon's Storm (2008)
- How to Break a Dragon's Heart (2009)
- How to Steal a Dragon's Sword (2011)
- The Day of the Dreader (2012)
- How to Seize a Dragon's Jewel (2012)
- How to Betray a Dragon's Hero (2013)
- The Complete Book of Dragons: A Guide to Dragon Species (2014)
- How to Fight a Dragon's Fury (2015)